# Kopsiopsis hookeri
Boschniakia hookeri là loài thực vật có hoa thuộc họ Cỏ chổi. Loài này được (Walp.) Govaerts mô tả khoa học đầu tiên năm 1996.